# Institutionalized
Albums de Ras Kass
Soul on Ice
(1998) Institutionalized Volume 2
(2008)
Institutionalized est le troisième album studio de Ras Kass, sorti le 30 septembre 2005.

## Liste des titres
| No  | Titre | Contient un (des) sample(s) de                                                     | Durée |
| --- | --- | ---------------------------------------------------------------------------------- | ----- |
| 1.  | MTV News (Intro) / It's the Bizness (featuring Sway – Produit par Sha Money XL)                                |                                                                                    | 2:44  |
| 2.  | Air 'em Out (Produit par J Classic)                                                                            |                                                                                    | 4:26  |
| 3.  | Slap Season (featuring Jelly Roll – Produit par Ish)                                                           |                                                                                    | 3:25  |
| 4.  | Flood (Produit par D-Cyde)                                                                                     |                                                                                    | 4:16  |
| 5.  | Expect Me (featuring Xzibit – Produit par Da Riffs)                                                            |                                                                                    | 3:38  |
| 6.  | Put Ya Glass Out (featuring Killer Mike – Produit par Digital Soul)                                            |                                                                                    | 3:50  |
| 7.  | Write Where I Left Off (featuring E-40 – Produit par Goodson)                                                  |                                                                                    | 4:27  |
| 8.  | Shine (featuring Vis a Vis – Produit par Scram Jones)                                                          | Gone Hollywood de Supertramp Can I Live de Jay-Z                                   | 4:00  |
| 9.  | Clayton Bixby (Skit 1)                                                                                         |                                                                                    | 0:39  |
| 10. | No Love (Intro) / No Love (featuring DJ Whoo Kid et Xavie – Produit par Kookie)                                |                                                                                    | 4:43  |
| 11. | More (featuring Maria – Produit par Talksik)                                                                   |                                                                                    | 3:59  |
| 12. | Life & Bullshit (Produit par Shaft)                                                                            |                                                                                    | 4:33  |
| 13. | My Apology (featuring Rick Rock – Produit par Rick Rock)                                                       | Instant Love de Leon Ware featuring Minnie Riperton Keep on Movin' de Soul II Soul | 3:15  |
| 14. | U Ain't Me (featuring Chamillionaire, Xzibit et Krondon – Produit par Da Riffs)                                |                                                                                    | 4:48  |
| 15. | Look Alive (featuring Strong Arm Steady et Young Buck – Produit par Thayod)                                    | You're My Only World des Originals                                                 | 3:42  |
| 16. | Clayton Bixby (Skit 2) (featuring E-Roc)                                                                       |                                                                                    | 0:30  |
| 17. | Unconditional (featuring Mystic – Produit par Vyente)                                                          |                                                                                    | 3:52  |
| 18. | We Run the Streets (featuring Crooked I, El Dog, Spider Loc, 40 Glocc et Cali Casino – Produit par Heatmakerz) | Baby Baby des Supremes                                                             | 5:23  |
| 19. | Welcome Home (Produit par Thayod)                                                                              |                                                                                    | 2:37  |